# هيلين أليوت
هيلين أليوت (بالإنجليزية: Helen Elliot)‏ هي لاعبة تنس الطاولة بريطانية، ولدت في 20 يناير 1927 في إدنبرة في مملكة اسكتلندا، وتوفيت في 12 يناير 2013.